# Alexander Johan Wästfelt
Alexander Johan Wästfelt, född den 18 september 1811 på Alebäck i Sävare socken, Skaraborgs län, död den 29 januari 1892 på Kungslena kungsgård i Kungslena församling, var en svensk militär. Han tillhörde adelsätten Wästfelt och var kusin till Ludvig, Fritz, Axel och Gerhard Wästfelt.
Wästfelt var 1864–1879 överste och chef för Skaraborgs regemente och 1880–1886 domänintendent i Skaraborgs län. Som framstående jordbrukare kallades han 1858 till ledamot av Lantbruksakademien och 1868 till hedersledamot av Skaraborgs läns hushållningssällskap, vars stora guldmedalj han erhöll 1890. Wästfelt blev riddare av Svärdsorden 1860 och kommendör av första klassen 1873.